# Điện tích hạt nhân hữu hiệu
Điện tích hạt nhân hữu hiệu là điện tích tổng cộng mà một điện tử (electron) phải chịu trong một nguyên tử nhiều điện tử. Thuật ngữ "hữu hiệu" được dùng trong khái niệm này bởi vì, do hiệu ứng lá chắn, mỗi điện tử không hứng chịu hết 100% điện tích dương của hạt nhân - điện tích âm của các điện tử nằm ở lớp trong đã vô hiệu hóa một phần tác dụng của điện tích (dương) của hạt nhân lên các điện tử nằm ở lớp ngoài. Độ mạnh của điện tích hạt nhân cũng có thể được xác định thông qua số oxy hóa của nguyên tử.
Trong một nguyên tử có một điện tử duy nhất, điện tử này nhận lãnh toàn bộ tác dụng của điện tích hạt nhân. Trong trường hợp này điện tích hạt nhân hữu hiệu có thể được tính toán theo định luật Coulomb. Tuy nhiên trong một nguyên tử có nhiều điện tử thì tác dụng của điện tích hạt nhân lên các điện tử lớp ngoài sẽ bị các điện tử lớp trong vô hiệu hóa một phần. Như vậy, điện tích hạt nhân hữu hiệu của một điện tử trong trường hợp này là:
{\displaystyle Z_{\mathrm {eff} }=Z-S}
trong đó
- Zeff (đôi khi được viết là Z*) là điện tích hạt nhân hữu hiệu.
- Z là số proton trong hạt nhân - đó cũng là số hiệu nguyên tử của nguyên tố và là điện tích của hạt nhân
- S là hằng số che lấp, tức là số điện tử trung bình nằm giữa hạt nhân và điện tử đang được xem xét. S có thể được xác định bằng nhiều phương pháp, trong đó phương pháp phổ biến nhất là áp dụng các quy tắc Slater.

Ngoài ra, Douglas Rayner Hartree đã xác định điện tích hạt nhân hữu hiệu Z của một obitan Hartree-Fock như sau:
{\displaystyle Z_{\mathrm {eff} }={\frac {<r>_{\mathrm {H} }}{<r>_{\mathrm {Z} }}}}
trong đó <r>H là bán kính trung bình của một obitan của nguyên tử Hiđrô trong khi <r>Z là bán kính trung bình của một obitan đối với một cấu hình điện tử có điện tích hạt nhân là Z.

## Ví dụ
Xét các ion Na+, F- và một nguyên tử neon. Cả ba đều có 10 điện tử và có 2 điện tử không hóa trị (tổng cộng 10 điện tử trong đó có 8 điện tử hóa trị) tuy nhiên điện tích hạt nhân hữu hiệu của chúng khác nhau vì chúng có số hiệu nguyên tử khác nhau:
{\displaystyle Z_{\mathrm {eff} }(F^{-})=9-2=7+}
{\displaystyle Z_{\mathrm {eff} }(Ne)=10-2=8+}
{\displaystyle Z_{\mathrm {eff} }(Na^{+})=11-2=9+}
Vì vậy ion Na+ có điện tích hạt nhân hữu hiệu lớn nhất và vì vậy có bán kính là nhỏ nhất.

## Giá trị
Số liệu cung cấp bởi Clementi và các đồng tác giả.
|    | H      |        |        |        |        |        |        |        |        |         |        |        |        |        |        |        |        | He     |
| Z  | 1      |        |        |        |        |        |        |        |        |         |        |        |        |        |        |        |        | 2      |
| 1s | 1.000  |        |        |        |        |        |        |        |        |         |        |        |        |        |        |        |        | 1.688  |
|    | Li     | Be     |        |        |        |        |        |        |        |         |        |        | B      | C      | N      | O      | F      | Ne     |
| Z  | 3      | 4      |        |        |        |        |        |        |        |         |        |        | 5      | 6      | 7      | 8      | 9      | 10     |
| 1s | 2.691  | 3.685  |        |        |        |        |        |        |        |         |        |        | 4.680  | 5.673  | 6.665  | 7.658  | 8.650  | 9.642  |
| 2s | 1.279  | 1.912  |        |        |        |        |        |        |        |         |        |        | 2.576  | 3.217  | 3.847  | 4.492  | 5.128  | 5.758  |
| 2p |        |        |        |        |        |        |        |        |        |         |        |        | 2.421  | 3.136  | 3.834  | 4.453  | 5.100  | 5.758  |
|    | Na     | Mg     |        |        |        |        |        |        |        |         |        |        | Al     | Si     | P      | S      | Cl     | Ar     |
| Z  | 11     | 12     |        |        |        |        |        |        |        |         |        |        | 13     | 14     | 15     | 16     | 17     | 18     |
| 1s | 10.626 | 11.609 |        |        |        |        |        |        |        |         |        |        | 12.591 | 13.575 | 14.558 | 15.541 | 16.524 | 17.508 |
| 2s | 6.571  | 7.392  |        |        |        |        |        |        |        |         |        |        | 8.214  | 9.020  | 9.825  | 10.629 | 11.430 | 12.230 |
| 2p | 6.802  | 7.826  |        |        |        |        |        |        |        |         |        |        | 8.963  | 9.945  | 10.961 | 11.977 | 12.993 | 14.008 |
| 3s | 2.507  | 3.308  |        |        |        |        |        |        |        |         |        |        | 4.117  | 4.903  | 5.642  | 6.367  | 7.068  | 7.757  |
| 3p |        |        |        |        |        |        |        |        |        |         |        |        | 4.066  | 4.285  | 4.886  | 5.482  | 6.116  | 6.764  |
|    | K      | Ca     | Sc     | Ti     | V      | Cr     | Mn     | Fe     | Co     | Ni      | Cu     | Zn     | Ga     | Ge     | As     | Se     | Br     | Kr     |
| Z  | 19     | 20     | 21     | 22     | 23     | 24     | 25     | 26     | 27     | 28      | 29     | 30     | 31     | 32     | 33     | 34     | 35     | 36     |
| 1s | 18.490 | 19.473 | 20.457 | 21.441 | 22.426 | 23.414 | 24.396 | 25.381 | 26.367 | 27.353  | 28.339 | 29.325 | 30.309 | 31.294 | 32.278 | 33.262 | 34.247 | 35.232 |
| 2s | 13.006 | 13.776 | 14.574 | 15.377 | 16.181 | 16.984 | 17.794 | 18.599 | 19.405 | 20.213  | 21.020 | 21.828 | 22.599 | 23.365 | 24.127 | 24.888 | 25.643 | 26.398 |
| 2p | 15.027 | 16.041 | 17.055 | 18.065 | 19.073 | 20.075 | 21.084 | 22.089 | 23.092 | 24.095  | 25.097 | 26.098 | 27.091 | 28.082 | 29.074 | 30.065 | 31.056 | 26.047 |
| 3s | 8.680  | 9.602  | 10.340 | 11.033 | 11.709 | 12.368 | 13.018 | 13.676 | 14.322 | 14.961  | 15.594 | 16.219 | 16.996 | 17.790 | 18.596 | 19.403 | 20.219 | 21.033 |
| 3p | 7.726  | 8.658  | 9.406  | 10.104 | 10.785 | 11.466 | 12.109 | 12.778 | 13.435 | 14.085  | 14.731 | 15.369 | 16.204 | 17.014 | 17.850 | 18.705 | 19.571 | 20.434 |
| 4s | 3.495  | 4.398  | 4.632  | 4.817  | 4.981  | 5.133  | 5.283  | 5.434  | 5.576  | 5.711   | 5.842  | 5.965  | 7.067  | 8.044  | 8.944  | 9.758  | 10.553 | 11.316 |
| 3d |        |        | 7.120  | 8.141  | 8.983  | 9.757  | 10.528 | 11.180 | 11.855 | 12.530  | 13.201 | 13.878 | 15.093 | 16.251 | 17.378 | 18.477 | 19.559 | 20.626 |
| 4p |        |        |        |        |        |        |        |        |        |         |        |        | 6.222  | 6.780  | 7.449  | 8.287  | 9.028  | 9.338  |
|    | Rb     | Sr     | Y      | Zr     | Nb     | Mo     | Tc     | Ru     | Rh     | Pd      | Ag     | Cd     | In     | Sn     | Sb     | Te     | I      | Xe     |
| Z  | 37     | 38     | 39     | 40     | 41     | 42     | 43     | 44     | 45     | 46      | 47     | 48     | 49     | 50     | 51     | 52     | 53     | 54     |
| 1s | 36.208 | 37.191 | 38.176 | 39.159 | 40.142 | 41.126 | 42.109 | 43.092 | 44.076 | 45.059  | 46.042 | 47.026 | 48.010 | 48.992 | 49.974 | 50.957 | 51.939 | 52.922 |
| 2s | 27.157 | 27.902 | 28.622 | 29.374 | 30.125 | 30.877 | 31.628 | 32.380 | 33.155 | 33.883  | 34.634 | 35.386 | 36.124 | 36.859 | 37.595 | 38.331 | 39.067 | 39.803 |
| 2p | 33.039 | 34.030 | 35.003 | 35.993 | 36.982 | 37.972 | 38.941 | 39.951 | 40.940 | 41.930  | 42.919 | 43.909 | 44.898 | 45.885 | 46.873 | 47.860 | 48.847 | 49.835 |
| 3s | 21.843 | 22.664 | 23.552 | 24.362 | 25.172 | 25.982 | 26.792 | 27.601 | 28.439 | 29.221  | 30.031 | 30.841 | 31.631 | 32.420 | 33.209 | 33.998 | 34.787 | 35.576 |
| 3p | 21.303 | 22.168 | 23.093 | 23.846 | 24.616 | 25.474 | 26.384 | 27.221 | 28.154 | 29.020  | 29.809 | 30.692 | 31.521 | 32.353 | 33.184 | 34.009 | 34.841 | 35.668 |
| 4s | 12.388 | 13.444 | 14.264 | 14.902 | 15.283 | 16.096 | 17.198 | 17.656 | 18.582 | 18.986  | 19.865 | 20.869 | 21.761 | 22.658 | 23.544 | 24.408 | 25.297 | 26.173 |
| 3d | 21.679 | 22.726 | 25.397 | 25.567 | 26.247 | 27.228 | 28.353 | 29.359 | 30.405 | 31.451  | 32.540 | 33.607 | 34.678 | 35.742 | 36.800 | 37.839 | 38.901 | 39.947 |
| 4p | 10.881 | 11.932 | 12.746 | 13.460 | 14.084 | 14.977 | 15.811 | 16.435 | 17.140 | 17.723  | 18.562 | 19.411 | 20.369 | 21.265 | 22.181 | 23.122 | 24.030 | 24.957 |
| 5s | 4.985  | 6.071  | 6.256  | 6.446  | 5.921  | 6.106  | 7.227  | 6.485  | 6.640  | (empty) | 6.756  | 8.192  | 9.512  | 10.629 | 11.617 | 12.538 | 13.404 | 14.218 |
| 4d |        |        | 15.958 | 13.072 | 11.238 | 11.392 | 12.882 | 12.813 | 13.442 | 13.618  | 14.763 | 15.877 | 16.942 | 17.970 | 18.974 | 19.960 | 20.934 | 21.893 |
| 5p |        |        |        |        |        |        |        |        |        |         |        |        | 8.470  | 9.102  | 9.995  | 10.809 | 11.612 | 12.425 |